# Reluctantly Queer
Reluctantly Queer es un cortometraje dirigido por Akosua Adoma Owusu. La película epistolar de ocho minutos cuenta la historia de un joven ghanés que lucha por reconciliar su amor por su madre con su orientación sexual disidente. La película explora la complejidad que enfrentan muchas personas aueer al asumir y reivindicar su sexualidad en medio de relaciones que no se ajustan a su identidad sexual. La película fue escrita y protagonizada por Kwame Edwin Otu, y se lanzó en 2016 con el apoyo financiero de la John Simon Guggenheim Memorial Foundation.

## Sinopsis
Un joven emigra de Ghana a Estados Unidos. Se enfrenta a la realidad de estar en un nuevo país. Le escribe una carta a su madre sobre su tiempo en el extranjero reflejando la lucha por el amor que tiene por su madre, junto con sus experiencias románticas y sexuales que ha tenido con diferentes amantes mientras vivía en Estados Unidos. Se le muestra acostado en la cama con varias personas, incluidos hombres, lo que revela sus experiencias y la elección de palabras en su carta.

## Reparto
Kwame Edwin Otu interpreta al joven ghanés protagonista.

## Premios
La película ganó el premio al 'Mejor cortometraje internacional' en el Baltimore International Black Film Festival en 2016. En el Festival Internacional de Cine de Berlín de ese año, la película fue nominada a 'Mejor cortometraje' y 'Mejor cortometraje Teddy '.